# 16590 Бруновальтер
16590 Бруновальтер (16590 Brunowalter) — астероїд головного поясу, відкритий 21 вересня 1992 року.
Тіссеранів параметр щодо Юпітера — 3,407.